# Penny (The Big Bang Theory)
Penny (coniugata Hofstadter) è un personaggio della sitcom The Big Bang Theory, interpretata da Kaley Cuoco e doppiata in italiano da Eleonora Reti.
È la protagonista femminile della serie ed è la vicina di casa di Leonard, che diventerà suo marito, e Sheldon. Ragazza attraente e dall'intensa vita sociale, è in netto contrasto con i protagonisti maschili della serie, che incarnano pienamente tutti gli stereotipi nerd e geek.
Il suo cognome da nubile non è mai stato rivelato.

## Biografia del personaggio
Penny nasce a Omaha, nel Nebraska, in una famiglia disfunzionale di cui viene rivelato ben poco. Suo padre Wyatt desiderava un maschio con cui giocare a baseball e quindi tenta di crescerla come un ragazzo; in un episodio la ragazza menziona il fatto di avere una sorella sposata che ha sparato al marito in stato di ebbrezza: egli, sopravvissuto, ha dato un figlio alla donna rendendo quindi Penny zia. Rivela inoltre di avere un fratello imprigionato per "chimica clandestina" (probabile eufemismo per dire produzione di stupefacenti) e uscito su condizionale, cosa che viene confermata quando Penny afferma che il fratello produceva anfetamina.
Della sua travagliata giovinezza si sa che da bambina ha aggiustato il motore di un trattore, che ha partecipato a un junior rodeo e che è stata reginetta del granturco a 16 anni, stessa età a cui ha rischiato di diventare una ragazza madre. Essendo il Nebraska uno stato prevalentemente agricolo, nel corso della serie viene spesso ribadito il luogo di nascita di Penny per giustificarne alcuni comportamenti estremamente grezzi o sbrigativi con cui risolvere alcuni problemi della vita quotidiana.
Penny è alta 173 centimetri, ha i capelli tinti di biondo e gli occhi verdi. È del Sagittario e crede molto fermamente nell'oroscopo e nell'esistenza del soprannaturale. Ha un tatuaggio del Cookie Monster, ma non si sa in quale parte del corpo se lo sia fatto fare, e uno raffigurante un ideogramma cinese (con il significato di "coraggio", secondo lei, e "zuppa" secondo Sheldon) sulla natica destra. Colleziona pupazzi di peluche ed è una tifosa sfegatata dei Los Angeles Lakers, passione che non è riuscita a trasmettere a Leonard.
All'inizio della serie si trasferisce nell'appartamento 4B, accanto a Leonard e Sheldon, due scienziati poco propensi alla vita sociale. Il suo arrivo stravolge ben presto la loro vita e quella dei loro due migliori amici, Howard e Raj, generando attrazioni ma anche forti situazioni di imbarazzo e incompatibilità: gran parte delle gag della sitcom si basano proprio sull'accostamento tra una bella ragazza, con una vita sociale molto movimentata, e dei ragazzi che invece coltivano passioni come fantascienza, film, fumetti, videogiochi e serie tv. Con il passare del tempo nasce una sincera amicizia con i quattro, dei quali impara ad accettare pregi e difetti. Mentre loro imparano, a poco a poco, a relazionarsi meglio con il mondo esterno, lei acquisisce un approccio meno ingenuo e più pragmatico alla vita. Penny, consapevole fin dall'inizio che Leonard provi attrazione nei suoi confronti, non sembra ricambiarla, nonostante, in alcune occasioni, si lasci andare ad effusioni e tenerezze verso di lui. La giovane attrice, nel rispetto del suo stereotipo, mostra di preferire ragazzi fisicamente più prestanti, spesso appena conosciuti o con cui non ha alcuna affinità. Sheldon, basandosi sul numero di volte in cui ha visto Penny uscire con qualcuno che non fosse Leonard e contando quelli con cui deve aver avuto relazioni sessuali, calcola che Penny dev'essere uscita con quasi duecento ragazzi e ha avuto almeno un rapporto sessuale con più di trenta tra essi. Paradossalmente, nel breve periodo di rottura con Leonard, per Penny diventa più difficile uscire come quando era appena arrivata a Pasadena, perché l'aver avuto un fidanzato così colto e intelligente l'ha resa in grado di vedere quanto i ragazzi con cui usciva un tempo fossero stupidi, risultando ora per lei, quindi, insulsi e noiosi.
Nel corso della serie lei e Leonard iniziano diverse relazioni amorose e anche nei momenti in cui tali relazioni si interrompono risulta comunque evidente un'attrazione reciproca. Quando, dopo essersi lasciati, Leonard inizia ad uscire con Priya, sorella di Raj, Penny inizia a diventare sempre più gelosa, realizzando che lasciare Leonard sia stato un errore e soffrendone sempre di più. Alla fine della settima stagione, comunque, i due decidono di sposarsi. Il matrimonio sarà celebrato a Las Vegas nel primo episodio della nona stagione. Nella stagione successiva lei e Leonard faranno una seconda cerimonia in presenza di amici e parenti, inoltre Penny cederà il suo appartamento a Sheldon e Amy e si trasferirà ufficialmente da Leonard. Lei e Leonard fanno da damigella e testimone al matrimonio di Sheldon e Amy. Nell'ultima stagione, Penny confessa al marito di non sentirsi adatta a fare la mamma e Leonard rispetterà con un po' di delusione la sua scelta di non formare una famiglia tutta loro, ma nel finale lei scoprirà di essere incinta e questo le fa cambiare idea, accettando la cosa con gioia.

## Caratterizzazione

### Personalità
A differenza dei quattro comprimari, Penny non è particolarmente colta, tuttavia ha delle notevoli competenze sociali e una vasta conoscenza della cultura popolare. Appare, generalmente, come una persona mite e gentile, e inizialmente viene presentata come lo stereotipo della bionda bella e stupida, incapace di affrontare qualsiasi argomento e situazione che richieda competenze tecnico-scientifiche. Nel corso della serie il personaggio evolverà dimostrandosi brillante e dotata di molto senso pratico.
Nei primi episodi mostra una certa repulsione per lo stile di vita dei quattro ragazzi e non esita a sfruttare la propria avvenenza per metterli in soggezione e ottenere da loro dei favori. Gag ricorrente è che lei utilizzi il Wi-Fi di Leonard e Sheldon, con grande fastidio di quest'ultimo che, saltuariamente, cambia la password con frasi denigratorie contro la sua scrocconeria. Con l'andare avanti della serie sviluppa tuttavia una sincera amicizia nei loro confronti, arrivando a comprendere e, in alcuni casi, anche condividere le loro abitudini. Inoltre, ha frequentato la scuola serale statale, ma nella sesta stagione inizia a seguire dei corsi al Community College di Pasadena per completare la sua istruzione.
Nonostante il suo aspetto sia sempre molto curato, Penny è estremamente disorganizzata e confusionaria: nel suo appartamento domina il disordine; è eternamente sommersa dai debiti e guida un'auto perennemente da riparare, di cui spesso gli amici le faranno notare la presenza della spia indicante un guasto nel motore, senza che lei si preoccupi fino a che, inevitabilmente, non sarà troppo tardi e il veicolo finirà dallo sfasciacarrozze, per poi essere sostituito grazie a Leonard, che alla fine le regala un'auto nuova.

### Lavoro
Penny lavora come cameriera per un locale della catena Cheesecake Factory. In alcuni episodi della quarta stagione la si vede lavorare dietro il bancone del bar; in realtà si trattava di un'esigenza di scena, volta a coprire la gamba che Kaley Cuoco aveva ingessata a causa di una caduta da cavallo. Nella settima stagione decide di lasciare il lavoro per concentrarsi unicamente sulla sua carriera di attrice.
Il suo sogno è quello di diventare un'attrice di musical. Tuttavia, a causa delle sue scarse doti canore, riesce ad ottenere pochissimi ingaggi: si tratta principalmente di sporadiche esibizioni in teatri malridotti (in un episodio viene addirittura citata una pista da bowling) davanti a pochissime persone. Anche i suoi stessi amici fanno molta fatica a incoraggiarla sul piano artistico, poiché si rendono conto che Penny non ha alcun talento scenico. All'inizio della quinta stagione riceve il suo primo ingaggio da attrice in uno spot pubblicitario sulle emorroidi. Inoltre, nella prima puntata della settima stagione, ammette di aver girato una scena in topless in un film a basso costo su un gorilla assassino. Le viene concessa una parte per il sequel, ma viene licenziata per i continui litigi con il regista nel bel mezzo delle riprese, comunque sembra che il film e anche il sequel abbiano avuto un buon successo. A questo punto, Penny capisce che la carriera di attrice non fa per lei.
Nell'ottava stagione, Bernadette le procura un colloquio per un lavoro nella sua ditta farmaceutica come rappresentante, impiego che poi ottiene e che la fa maturare tanto, soprattutto quando, nonostante si renda conto di odiare il suo lavoro (si sente a disagio a parlare con i clienti di prodotti di cui si ricorda appena le funzioni e per cui spesso deve mentire), decide di tenerselo per l'ottima paga, migliore di quella che riceveva come cameriera e attrice.